# Jorge Ribeiro de Faria
Jorge Leite Areias Ribeiro de Faria (Póvoa de Lanhoso, 1 de Abril de 1931 — Porto, 26 de Janeiro de 2009) foi um jurista, professor universitário e autor português.
Nasceu a 1 de Abril de 1931 na Póvoa de Lanhoso, filho de Fortunato Dos Guimarães Leite de Faria (Felgueiras, 4 de Abril de 1904 - Porto, 21 de Agosto de 1987) e de Laura Areias Ribeiro (Póvoa de Lanhoso, 29 de Outubro de 1900 - Porto, 29 de Novembro de 1991), neto paterno de António Peixoto Dos Guimarães Leite de Faria e Rosa Emília Miranda, e neto materno de Alfredo António Teixeira Ribeiro e de Elvira Amália Abreu Geão Areias. 
Frequentou o Liceu de Braga que terminou com 18 valores. Frequentou o curso de Direito na Faculdade de Direito de Coimbra onde concluiu a licenciatura com a classificação final de 16 valores e, depois, o Curso Complementar de Ciências-histórico-jurídicas, onde apresentou a dissertação sobre o tema "Reincidentes por furto", pela qual obteve a classificação de 17 valores.
Iniciou a sua actividade profissional como adjunto da 1.ª Secção do Instituto de Criminologia de Coimbra entre 1954 e 1955. Posteriormente, foi Inspector da Repartição dos Serviços Económicos e do Trabalho Profissional e Correccional, em 1956, e Director da Colónia Penal de Santa Cruz do Bispo, entre 1957 e 1960.
No ano de 1960 começou a sua actividade docente como Encarregado de Curso na Faculdade de Economia da Universidade do Porto, onde assumiu a Regência das cadeiras de Introdução ao Estudo do Direito, Teoria Geral da Relação Jurídica e Direito das Obrigações. 
Em 1965 partiu para Freiburg-in-Breisgau, na Alemanha, como bolseiro da Fundação Calouste Gulbenkian, onde permaneceu até 1969, neste último ano na qualidade Bolseiro e Assistente do Max-Planck-Institut für Strafrecht.
Posteriormente, retomou a actividade docente na Faculdade de Economia da Universidade do Porto, de cuja Comissão de Reestruturação, em 1977, fez parte. 
Em 1978 prestou provas de Doutoramento em Ciências Jurídico-Criminais na Faculdade de Direito da Universidade de Coimbra, com a tese intitulada "Indemnização por perdas e danos arbitrada em processo penal - o chamado processo de adesão", obtendo a mais alta classificação: Muito Bom com Distinção e Louvor.
Tornou-se Professor Associado da Faculdade de Economia da Universidade do Porto em 1979, com nomeação definitiva em 1984,  e passou a participar nos seus diversos órgãos, sendo membro de múltiplas Comissões, e assumindo durante muitos anos o cargo de Professor-Coordenador do Grupo de Direito.
Com a criação do Curso de Direito da Universidade Católica Portuguesa no Porto, em 1980, passou a integrar o Conselho Científico da instituição, de que foi membro até 1995. No ano lectivo de 1980-1981 foi professor regente da cadeira de "Direito das Obrigações".
Prestou provas de Agregação em 1993 e foi aprovado no concurso para Professor Catedrático no ano seguinte. Ao longo da mesma carreira fez parte de inúmeros júris de provas de Mestrado, de Doutoramento ou de Agregação, frequentemente da qualidade de arguente.
Com a criação da Escola de Direito da Universidade do Minho, passou a fazer parte, desde 1994, do Conselho Científico dessa instituição.
Em 1995 integrou a Comissão Instaladora da Faculdade de Direito da Universidade do Porto, de que foi um dos "Pais Fundadores". Nessa Faculdade, além de presidir ao Conselho Científico-Pedagógico Provisório, assumiu responsabilidade no que tocava às cadeiras de Direito das Obrigações e Direito Penal. 
Continuou a dar aulas na Faculdade de Economia da Universidade do Porto, embora não integrasse nenhum órgão dessa instituição.
Em 1998 foi nomeado membro do Conselho Superior dos Assuntos Criminais.
Para além da actividade de investigação, após ter-se jubilado, Ribeiro de Faria continuou a integrar Conselho Científico da Escola de Direito da Universidade do Minho e o Conselho Científico da Faculdade de Direito da Universidade do Porto. Nesta última instituição continuou a coordenar diversas cadeiras da Licenciatura, em particular Direito Penal e Direito das Obrigações, disciplinas a cujo estudo dedicou a maior parte da sua vida académica. 
Em sua homenagem, foi atribuído o seu nome à biblioteca da Faculdade de Direito da Universidade do Porto. Em 2005, a Universidade do Porto em reconhecimento dos muito relevantes serviços prestados à instituição atribuiu ao Professor Doutor Ribeiro de Faria o título de professor Emérito da Universidade.
Faleceu a 26 de Janeiro de 2009.